# Święta Katarzyna (gemeente)
De gemeente Święta Katarzyna is een stad- en landgemeente in het Poolse woiwodschap Neder-Silezië, in powiat Wrocławski.

## Oppervlakte gegevens
In 2002 bedroeg de totale oppervlakte van gemeente Święta Katarzyna 98,57 km2, waarvan:
- agrarisch gebied: 68%
- bossen: 10%

De gemeente beslaat 8,83% van de totale oppervlakte van de powiat.

## Demografie
Stand op 30 juni 2004:
| Omschrijving                   | Totaal | Totaal | Vrouwen | Vrouwen | Mannen | Mannen |
| ------------------------------ | ------ | ------ | ------- | ------- | ------ | ------ |
| eenheid                        | aantal | %      | aantal  | %       | aantal | %      |
| inwoners                       | 13 257 | 100    | 6873    | 51,8    | 6384   | 48,2   |
| bevolkingsdichtheid (inw./km2) | 134,5  | 134,5  | 69,7    | 69,7    | 64,8   | 64,8   |

In 2002 bedroeg het gemiddelde inkomen per inwoner 1850,39 zł.

## Plaatsen
De gemeente bestaat uit de stad Siechnice en 22 dorpen:
- sołectwo Biestrzyków - Radomierzyce
- sołectwo Bogusławice
- sołectwo Groblice - Durok
- sołectwo Grodziszów
- sołectwo Iwiny
- sołectwo Kotowice
- sołectwo Łukaszowice
- sołectwo Mokry Dwór
- sołectwo Ozorzyce
- osiedle Radwanice
- miasto Siechnice 1)
- sołectwo Smardzów
- sołectwo Sulimów
- sołectwo Sulęcin - Szostakowice
- osiedle Święta Katarzyna
- sołectwo Trestno - Blizanowice
- sołectwo Zacharzyce
- sołectwo Zębice
- osiedle Żerniki Wrocławskie

## Aangrenzende gemeenten
- Czernica,
- Domaniów,
- Kobierzyce,
- Oława,
- Wrocław,
- Żórawina